# Полезные советы от Джона Уилсона
«Полезные советы от Джона Уилсона» (англ. How to with John Wilson) — комедийный документальный телесериал американского режиссёра Джона Уилсона. Сериал, исполнительными продюсерами которого выступили Нейтан Филдер, Майкл Коман и Кларк Рейнкинг, был заказан HBO. Премьера состоялась 23 октября 2020 года.
9 декабря 2020 года HBO продлил сериал на второй сезон, премьера которого состоялась 26 ноября 2021 года. В феврале 2022 года сериал был продлён на третий сезон. В мае 2023 года HBO объявил, что премьера состоится 28 июля, и это будет финальный сезон, причём Уилсон заявил, что сам решил, что он будет последним.

## Сюжет
Джон Уилсон пытается давать советы, одновременно решая свои личные проблемы. 25-минутные эпизоды, оформленные в виде обучающих уроков и снятые в основном на улицах Нью-Йорка, затрагивают самые разные темы — от светских бесед до строительных лесов. Хотя каждый эпизод изначально посвящён теме, вынесенной в заголовок, в ходе своего расследования Уилсон встречает людей и завязывает разговоры, которые ведут в непредсказуемом и разнообразном направлении. Например, эпизод «Как улучшить память» заканчивается конференцией по эффекту Манделы в Кетчуме, Айдахо.

## Производство
Уилсон рассказал Variety о процессе создания шоу:
«Я стараюсь писать очень грубые наброски того, что может произойти в эпизоде, а затем мы отдаем их в производство и разрабатываем план съемок — и каждый сценарий переписывается с нуля к тому моменту, когда мы заканчиваем монтаж. Очень многое приходится переписывать в процессе монтажа, потому что теперь мы пишем под эти кадры, которые никогда не могли предположить, что у нас будут, и они всегда намного лучше, чем те, что мы примерно задумали».

## Отзывы
Сериал получил признание критиков. На Rotten Tomatoes первый сезон получил 100 % баллов при средней оценке 7,8/10 на основе 26 рецензий. Критики сайта считают, что: «Удивительная, вдумчивая и превосходно странная смесь документальных стилей, созданная Джоном Уилсоном, объединяется, чтобы создать необыкновенно восхитительный опыт». На Metacritic первый сезон получил средневзвешенный балл 84 из 100 на основе 7 рецензий, что свидетельствует о «всеобщем признании».